# Karám (település)
Karám (szlovákul: Krám/Černy Hronec, németül: Schwarzwasser) Feketebalog településrésze Szlovákiában, a Besztercebányai kerületben, a Breznóbányai járásban.

## Fekvése
Breznóbányától 5 km-re délre, Feketebalog központjától 2 km-re északnyugatra, a Fekete-Garam bal partján fekszik.

## Története
A 18. század végén Vályi András így ír róla: „HRONETZ. Tót falu Zólyom Várm. földes Ura a’ Zólyomi Kamara.”
Fényes Elek 1851-ben kiadott geográfiai szótárában így ír a faluról: „Krám, Zólyom vm. tót falu, a Fekete viz mellett: 282 kathol. lak. F. u. a kamara.”
A trianoni diktátumig Zólyom vármegye Breznóbányai járásához tartozott.

## Külső hivatkozások
- Karám Szlovákia térképén

## Lásd még
- Feketebalog
- Dobrocs
- Medvés
- Pusztás
- Vidrás
- Zólyomjánosi